# Wydział Wychowania Fizycznego i Sportu Akademii Wychowania Fizycznego im. Bronisława Czecha w Krakowie
Wydział Wychowania Fizycznego i Sportu Akademii Wychowania Fizycznego im. Bronisława Czecha w Krakowie – jeden z trzech wydziałów Akademii Wychowania Fizycznego im. Bronisława Czecha w Krakowie. Jego siedziba znajduje się przy Al. Jana Pawła II 78 w Krakowie.

## Struktura
- Instytut Nauk Społecznych
  - Zakład Pedagogiki
  - Zakład Psychologii
  - Zakład Teorii i Metodyki Wychowania Fizycznego[2]
- Instytut Sportu
  - Zakład Gier Sportowych i Rekreacyjnych
  - Zakład Gimnastyki i Tańca
  - Zakład Lekkiej Atletyki
  - Zakład Sportów Wodnych
  - Zakład Sportów Zimowych
  - Zakład Teorii Sportu i Antropomotoryki[3]
- Instytut Nauk Biomedycznych
  - Zakład Medycyny Sportowej i Żywienia Człowieka
  - Zakład Odnowy Biologicznej i Korekcji Wad Postawy
  - Zakład Antropologii
  - Zakład Biomechaniki
  - Zakład Fizjologii i Biochemii[4]

## Kierunki studiów
- wychowanie fizyczne
- sport[5]

## Władze
Dziekan: dr hab. Michał Spieszny

Prodziekan ds. Kierunku Wychowanie Fizyczne - studia stacjonarne i niestacjonarne: dr Przemysław Bujas

Prodziekan ds. Kierunku Sport i Kultura Fizyczna Osób Starszych: dr hab. Tomasz Pałka

Prodziekan ds. Rozwoju Kadr i Studiów Doktoranckich: prof. dr hab. Jerzy Cempla